# Port Chester
Port Chester är en ort (village) i Westchester County i delstaten New York. Vid 2010 års folkräkning hade Port Chester 28 967 invånare.

## Kända personer från Port Chester
- John Abercrombie, musiker
- Tim Erixon, ishockeyspelare
- Andy Newmark, musiker
- Stan Penridge, låtskrivare
- Michael Piller, manusförfattare och TV-producent
- André Roy, ishockeyspelare